# Glam metal
Glam metal (även kallat, pudelrock, pop metal, hair metal, cock rock, sleaze) är en under-genre inom heavy metal som liknar glamrock, fast är något hårdare (jämför hard rock). Glam metal har sitt fäste i 1980-talet. I själva genren har de mycket smink, tajta kläder, tuperat hår och mycket glitter och glamour.  

## Historik
Musiken blandade poppiga melodier med hårda (men oftast enkla) riff, uppbyggda med så kallade rockackord. En annan sak de flesta banden hade gemensamt under 1980-talet var att de släppte en så kallad powerballad som singel, eftersom det var radiovänligt nog att få spelas i radio och på MTV och på så sätt få bandens skivor att sälja. Ett resultat av detta blev att hair metal-banden blev mer lättillgängliga för en större publik jämfört med övriga hårdrocksgenrer under samma tid. 

## Exempel på kända powerballader
- "Home Sweet Home" (Mötley Crüe)
- "Close My Eyes Forever" (Lita Ford & Ozzy Osbourne)
- "When the Children Cry" (White Lion)
- "Bye Bye Johnny" (Return)
- "Every Rose Has Its Thorn" (Poison)
- "Carrie" (Europe)
- "House of Pain" (Faster Pussycat)
- "I Remember You" (Skid Row)
- "Forever" (Kiss)
- "The Angel Song" (Great White)
- "High Enough" (Damn Yankees)
- "Don't Know What You Got (Till It's Gone)" (Cinderella)
- "Angel" (Aerosmith)
- "Love Bites" (Def Leppard)
- "More Than Words" (Extreme)
- "To Be With You" (Mr. Big)
- "Love Song" (Tesla)
- "Screaming in the Night" (Krokus)
- "I'll Be There for You" (Bon Jovi)
- "The Ballad of Jayne" (L.A. Guns)
- "Still Loving You" (Scorpions)
- "Is This Love" (Whitesnake)
- "Honestly" (Stryper)
- "Alone Again" (Dokken)
- "Fly to the Angels" (Slaughter)
- "Love Kills" (Vinnie Vincent Invasion)
- "When It's Love" (Van Halen)
- "Forever Free" (W.A.S.P.)
- "Love Is a Killer" (Vixen)
- "Love of a Lifetime" (Firehouse)
- "Sister Christian" (Night Ranger)

Alla band som har spelat inom genren tillhörde den inte från början. Def Leppard till exempel började som ett av de ledande banden under den så kallade New Wave of British Heavy Metal-eran men övergick snart till ett mer radiovänligt sound i och med producenten Robert Lange. Detta ledde till att bandet blev ett av de största och mest säljande hårdrocksbanden under 1980-talet. Många andra band försökte köra på samma koncept, till exempel Saxon, Judas Priest, Raven, Celtic Frost och Tygers of Pan Tang. Det lyckades nästan aldrig med något av banden och det ledde istället till motsatt effekt, de förlorade sina gamla fans utan att vinna några nya och de dyra produktionerna ledde till skulder då skivorna slutade sälja.
Även band som egentligen inte hade mycket eller i vissa fall inget gemensamt med genren från början övergav också sina gamla sound och utseenden för att istället satsa på glam metal-trenden. Till exempel Whitesnake som från början var ett mycket mer bluesrock-baserat band och hade fötts ur Deep Purple. Även band som Discharge, Sham 69 och Sex Pistols-gitarristen Steve Jones som från början hade sina rötter i den brittiska hardcore/punkrock-scenen började spela (och se ut) mer glam metal under mitten och slutet av 1980-talet.
Musiken hade sin storhetstid på 1980-talet och början av 1990-talet. Vad som sägs förklara att musiken sedan blev allt mindre populär är minskad uppmärksamhet i massmedia och vågen av grunge bland annat som ledde till upplösning för många av grupperna. 
Musikstilen har på 2000-talet fått ett uppsving igen både i Europa och Nordamerika med nya grupper som Crashdïet, Loud 'N' Nasty, Crazy Lixx, Vains of Jenna, Babylon Bombs, Midnight Cowboys, Dirty Penny, Hardcore Superstar och Gemini Five och även gamla grupper som Mötley Crüe och Bon Jovi som släpper skivor igen. Även grupper som Guns N' Roses, som har splittrats, har fått en nytändning med greatest hits-album.

## Kända grupper (urval)
- Aerosmith
- Alcatrazz
- Alien
- Autograph
- Bon Jovi
- Britny Fox
- Bulletboys
- Celtic Frost (Cold Lake-skivan)
- Cinderella
- Damn Yankees
- David Lee Roth
- Def Leppard
- Dokken
- Easy Action
- Electric Boys
- Europe
- Extreme
- Faster Pussycat
- Fastway
- Firehouse
- Frehley's Comet
- Great White
- Grim Reaper
- Helix
- John Norum
- King Kobra
- Kingdom Come
- Kiss
- Kix
- Krokus
- L.A. Guns
- Lita Ford
- Lizzy Borden
- Michael Schenker Group
- Mr. Big
- Mötley Crüe
- Night Ranger
- Quiet Riot
- Ozzy Osbourne
- Poison
- Pretty Maids
- Pretty Boy Floyd
- Queensrÿche
- Racer X
- Ratt
- Raven (The Pack is Back-skivan)
- Return
- Roxx Gang
- Sangre Azul (1982-1992)
- Scorpions
- Shotgun Messiah
- Skid Row
- Slaughter
- Steeler
- Stryper
- Supergroupies
- Tesla
- Tigertailz
- TNT
- Treat
- Twisted Sister
- Tygers of Pan Tang
- Vandenberg
- Vinnie Vincent Invasion
- Vixen
- Warrant
- White Lion
- Whitesnake
- Wrathchild
- Y&T

## Kända hits (urval)
Album - Billboard Music Charts (Billboard 200) (North Amerika)
| 1983 | Metal Health                  | Quiet Riot     |
| 1985 | Heart                         | Heart          |
| 1986 | To Hell with the Devil        | Stryper        |
| 1986 | 5150                          | Van Halen      |
| 1986 | Slippery When Wet             | Bon Jovi       |
| 1988 | OU812                         | Van Halen      |
| 1987 | Appetite for Destruction      | Guns and Roses |
| 1988 | New Jersey                    | Bon Jovi       |
| 1988 | Hysteria                      | Def Leppard    |
| 1989 | Dr. Feelgood                  | Mötley Crüe    |
| 1991 | Use Your Illusion II          | Guns and Roses |
| 1991 | For Unlawful Carnal Knowledge | Van Halen      |
| 1991 | Slave to the Grind            | Skid Row       |
| 1992 | Adrenalize                    | Def Leppard    |
| 1995 | Best of Volume I              | Van Halen      |

Singlar - Billboard Music Charts (The Billboard Hot 100) (Nordamerika)
| År   | Namn                       | Grupp         |
| ---- | -------------------------- | ------------- |
| 1984 | Jump                       | Van Halen     |
| 1986 | "You Give Love a Bad Name" | Bon Jovi      |
| 1986 | "Honestly"                 | Stryper       |
| 1987 | "Here I Go Again"          | Whitesnake    |
| 1987 | "Livin' on a Prayer"       | Bon Jovi      |
| 1987 | "Alone"                    | Heart         |
| 1987 | "Sweet Child o' Mine"      | Guns N' Roses |
| 1988 | "Bad Medicine"             | Bon Jovi      |
| 1988 | "Every Rose Has Its Thorn" | Poison        |
| 1988 | "Love Bites"               | Def Leppard   |
| 1989 | "I'll Be There for You"    | Bon Jovi      |
| 1992 | "To Be with You"           | Mr. Big       |

Singlar - England ettor (UK)
| År   | Namn                  | Grupp  |
| ---- | --------------------- | ------ |
| 1986 | "The final Countdown" | Europe |

Album - Englandsettor (UK)
| År   | Namn                             | Grupp          |
| ---- | -------------------------------- | -------------- |
| 1991 | Use Your Illusion II             | Guns and Roses |
| 1992 | Adrenalize                       | Def Leppard    |
| 1992 | Keep the Faith                   | Bon Jovi       |
| 1994 | Crossroad - The Best Of Bon Jovi | Bon Jovi       |
| 1995 | These Days                       | Bon Jovi       |
| 2000 | Crush                            | Bon Jovi       |
| 2003 | Permission to Land               | The Darkness   |
| 2004 | Greatest Hits                    | Guns and Roses |